# Volevo solo dormirle addosso
Volevo solo dormirle addosso è un film del 2004, diretto da Eugenio Cappuccio e liberamente tratto dall'omonimo romanzo di Massimo Lolli.
È stato presentato nella sezione Venezia Mezzanotte alla 61ª Mostra del Cinema di Venezia.

## Trama
Marco Pressi è un giovane dipendente di una multinazionale, il cui ruolo è quello di selezionare e formare il personale, nonché motivarlo. È capace e benvoluto da tutti, tanto che i suoi superiori lo reputano pronto per assumersi la responsabilità di un ruolo più importante nell'organigramma aziendale.
In una riunione confidenziale, i suoi superiori, tra i quali spicca il francese Jean-Claude Rondeau, gli propongono una sfida: raggiungere il target di 25 dipendenti licenziati entro la fine dello stesso anno. L'azienda, infatti, è in crisi: i venditori non lavorano bene e lo stesso amministratore non segue più il lavoro con il dovuto impegno. Se Marco raggiunge il target delle 25 persone in meno nell'organico, senza far insorgere i sindacati e rovinare il clima in azienda, verrà premiato con molti soldi e l'auto aziendale.
Marco accetta l'incarico. Il nuovo lavoro cambia immediatamente il suo stile di vita: è sempre occupato e comincia a trascurare la sua ragazza Laura, sua sorella e sua madre.
Marco avvia con discrezione il piano dei licenziamenti. Nei colloqui con i vari dipendenti chiede loro le dimissioni offrendo una buona uscita irrisoria, come richiesto dai superiori, ma intanto la sua figura di "tagliatore di teste" va via via crescendo nell'azienda con tutto il suo carico di impopolarità. Pressi inizia ad essere molto stressato dal ruolo, dall'ambiente e dai tempi che stringono sempre più.
Nel frattempo, Marco tradisce Laura con Angèlique, una ragazza del Camerun conosciuta in discoteca. Laura, pur non sapendo dell'amante, lascia Marco perché è stanca di essere usata da lui solo per fargli compagnia a letto e di sentirsi trascurata. Successivamente viene lasciato anche da Angèlique che scopre dell'esistenza di Laura ascoltando casualmente un messaggio alla segreteria telefonica.
Mentre le difficoltà nel suo arduo compito aumentano e viene sottoposto anche a pesanti attacchi personali, si verificano diverse dimissioni che lo aiutano. Tra queste quelle dell'amico Andrea e della sua segretaria. In vista del termine previsto e con ancora 2 impiegati da eliminare, Marco viene a sapere che l'amministratore in passato ha commesso parecchi errori che hanno finito per danneggiare pesantemente l'azienda.
L'ultimo giorno, Pressi viene convocato da Jean-Claude per rendergli conto del suo operato. Dato che era riuscito a licenziare solo 24 dipendenti, questi gli comunica che non ha raggiunto l'obiettivo e gli dichiara la sua sconfitta, con il conseguente licenziamento con buonuscita.
Pressi, però, attendendo questa mossa, consegna al suo superiore una lettera con le sue stesse dimissioni e quindi può richiedere, oltre alla buonuscita, il premio per il raggiungimento dei 25 licenziati.